# Scudding Glacier
Scudding Glacier är en glaciär i Antarktis. Den ligger i Östantarktis. Nya Zeeland gör anspråk på området. Scudding Glacier ligger 1 563 meter över havet.
Terrängen runt Scudding Glacier är lite bergig, och sluttar österut. Trakten är obefolkad. Det finns inga samhällen i närheten. 